# Awraham Neguse
Awraham Neguse (hebr.: אברהם נגוסה, ang.: Avraham Neguise, ur. 10 lutego 1958 w Etiopii) – izraelski prawnik i polityk, Felasz, w latach 2015–2019 poseł do Knesetu.

## Życiorys
Urodził się 10 lutego 1958 w Etiopii. W 1985 wyemigrował do Izraela w ramach tzw. operacji Mojżesz.
Ukończył prawo na Sza’arej Miszpat Academic Center w Hod ha-Szaron (BLL), a następnie studia w zakresie pracy społecznej na Uniwersytecie Hebrajskim w Jerozolimie (BA, MA). Ukończył również studia na Swinburne University of Technology w Melbourne oraz studia doktorskie z zakresu edukacji na Uniwersytecie Sussex w angielskim Brighton.
Pracował jako pracownik społeczny oraz prawnik. W latach 1994–2015 był dyrektorem organizacji Miknaf Derom Le-Cijjon (dosł. południowe skrzydło Syjonu) wspomagającej imigrację i absorpcję etiopskich Żydów.
W wyborach w 2015 został wybrany posłem z listy Likudu. W dwudziestym Knesecie przewodniczył komisji absorpcji imigrantów i spraw diasporyl, zasiadał także w komisjach: organizacyjnej; kontroli państwa; finansów; budownictwa; edukacji, kultury i sportu oraz pracy, opieki społecznej i zdrowia. Przewodniczył także czterem międzyparlamentarnym grupom przyjaźni oraz ośmiu lobby. W kwietniu 2019 utracił miejsce w parlamencie.